# Semillas (autómata celular)

Un patrón caótico "explosivo" típico de Seeds que corre por 140 generaciones.

Semillas (Seeds, en inglés) es un autómata celular de la misma familia que el Juego de la vida, investigado inicialmente por Brian Silverman y nombrado por Mirek Wójtowicz. Consiste de una cuadrícula infinita de celdas en dos dimensiones, cada una de las cuales puede estar en uno de dos estados: on u off (lit. "prendida" o "apagada"). Cada celda tiene exactamente ocho celdas en su vecindad inmediata (Vecindad de Moore), al igual que en el Juego de la vida. En cada paso o intervalo temporal, una celda se enciende o "nace" si estaba apagada o "muerta", pero tiene exactamente dos celdas vecinas encendidas; todas las demás celdas se apagan. De esta forma, en la notación de la familia de autómatas celulares conteniendo al Juego de la vida, se describe con la regla B2/S.
En la terminología del Juego de la vida, a un patrón en el que todas las celdas que estaban prendidas se apagan en cada paso se les llama un fénix. Todos los patrones en Semillas tienen esta forma. Aunque todas las celdas vivas están muriendo constantemente, el bajo requisito de nacimiento de dos celdas quiere decir que casi cualquier patrón en Semillas "explota" de forma caótica hasta cubrir todo el universo. Por esto es que, de acuerdo a la clasificación de autómatas celulares de Stephen Wolfram, es un autómata de Clase III, en el que casi todos los patrones evolucionan caóticamente.
Sin embargo, se conocen algunos patrones que se comportan de forma más o menos controlada, repitiendo una misma forma ya sea en la misma posición de la cuadrícula (un oscilador) o trasladadas un cierto número de unidades después de algunos pasos (una nave espacial). También se conocen patrones más complejos de tipo rastrillo y puffer, que se mueven como naves espaciales dejando atrás de ellos estelas de osciladores u otras naves espaciales. La mayoría de estos patrones se mueven a una velocidad de 1 celda por generación (la llamada velocidad de la luz, o c/1), incluyendo tres naves espaciales comunes con cuatro celdas cada una; también se conocen patrones con velocidades inferiores. Existen colecciones de patrones para esta regla que incluyen patrones encontrados por Stephen Wright, Mirek Wójtowicz, Noam Elkies, Mark Niemiec, Peter Naszvadi y David Eppstein.